# 白石古京
白石 古京（しらいし こきょう、1898年（明治31年）3月18日 - 1991年（平成3年）1月17日）は、日本の実業家。京都新聞社元社長。京都放送元社長。位階は従三位。1946年に社長就任後から始まり、死後は白石一族が京都新聞の経営者に関与・支配している。

## 経歴・人物
奈良県五條市出身。村治の三男。1922年に東京帝国大学経済学部卒業。翌年に京都新聞社の前身である京都日日新聞社に入社した。　　

### 京都新聞新聞社長就任後・不正
1946年3月から1981年までに社長を務め、京都新聞を日本を代表する地方紙に育て上げた。京都新聞の「実力社主」として権勢をふるう。
その一方で、共同通信社理事会副会長、京都放送社長、日本国際連合協会京都本部長、京都商工会議所副会頭、京都市観光協会会長、国際新聞編集者協会理事、日本観光協会副会長などを歴任した。 1971年から1975年までに日本新聞協会会長を務め、地方紙から選出されるのは初めてのことであった。
1962年に藍綬褒章を受章し、1968年に勲二等瑞宝章を受章し、1973年に勲一等瑞宝章を受章した。1975年には京都市名誉市民に選ばれ、1977年には日本新聞協会新聞文化賞を受賞した。
息子の嫁である白石浩子が1987年以降の相談役就任後、勤務実態がないにもかかわらず、京都新聞HDや子会社など計6社の相談役となり、後の2021年の他社の不正報道による発覚まで計16億4700万円の報酬を受けていた。
1990年に京都府特別功労表彰を受けた。
1991年1月17日急性呼吸不全のために京都市の京都府立医大付属病院で死去。92歳没。叙従三位。　

### 死後
白石一族が京都新聞の大株主を引き継ぎ、1998年以降は白石家の私邸の管理費計2億5900万円も京都新聞側が肩代わりしていた。京都新聞HD取締役の白石京大が代表取締役だった2019年7月～2021年2月まで母親の浩子に対し、「経営に口出ししない対価」に年3550万円が支払われた。2021年の他社の告発報道以降から、会社法が禁じる特定株主への利益供与に当たり、白石浩子も違法な利益を受け取ったという会社法違反と指摘されている。

### 人柄
宗教はキリスト教。趣味は競馬、旅行。

## 親族
私生活では嫡出の子がなく、正妻の没後に婚外子の英司を認知した。